# Józef Nentwig

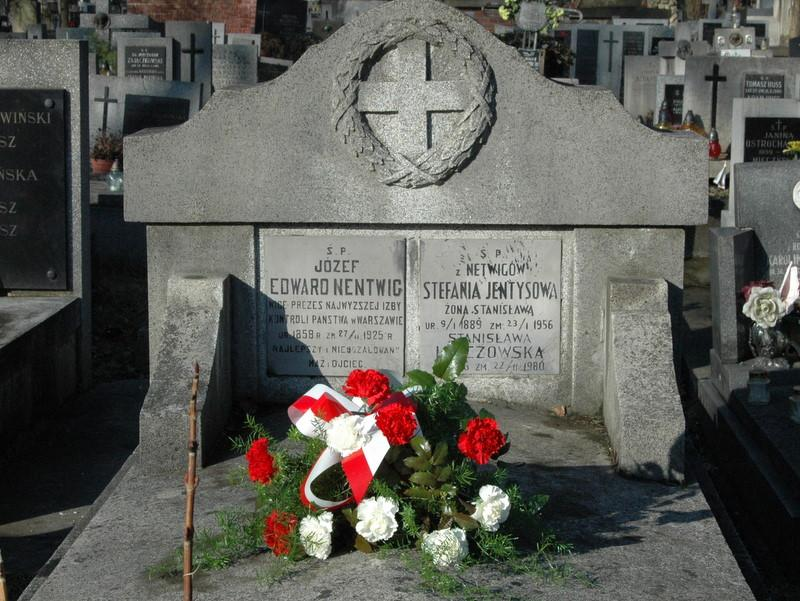
Grób Józefa Nentwiga na cmentarzu Rakowickim w Krakowie

Józef Nentwig (ur. 1858, zm. 27 listopada 1925 w Krakowie), polski działacz państwowy, wiceprezes Najwyższej Izby Kontroli.
Od 1893 pracował jako urzędnik państwowy w administracji austriackiej, początkowo w Krajowej Dyrekcji Skarbowej we Lwowie, następnie (1896–1903) w Ministerstwie Skarbu w Wiedniu i w Najwyższej Izbie Obrachunkowej w Wiedniu (jako radca dworu, w okresie I wojny światowej awansowany na szefa sekcji, stanowisko równorzędne z dyrektorem departamentu).
W niepodległej Polsce w kwietniu 1919 został pierwszym w historii wiceprezesem Najwyższej Izby Kontroli Państwa (od 1921 pod nazwą Najwyższa Izba Kontroli). Współpracował z prezesem Józefem Higersbergerem przy tworzeniu izby, a także brał udział w pracach nad nową ustawą o NIK. Po śmierci Higersbergera od maja do lipca 1921 pełnił obowiązki prezesa. Kontynuował pracę jako wiceprezes w okresie kierownictwa Jana Żarnowskiego, przeszedł na emeryturę na własną prośbę 30 kwietnia 1925 i przeniósł się do Krakowa. Pół roku później zmarł. Pochowany na cmentarzu Rakowickim w Krakowie (kwatera JA, część wschodnia).